# Medalia Linné

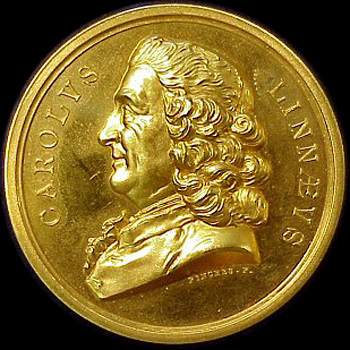
Medalia Linné

Medalia Linné se acordă anual, de către Societatea Linné din Londra, începând cu anul 1888, acelor botaniști și zoologi care se disting în activitatea lor de cercetare.
Pe fața medaliei apare imaginea lui Carl Linné, cu înscrisul: CAROLUS LINNÆUS, iar pe revers este gravat textul: SOCIETAS LINNÆANA OPTIME MERENTI.

## Lista laureaților

### Secolul al XIX-lea
- 1888: Sir Joseph D. Hooker și Sir Richard Owen
- 1889: Alphonse Louis Pierre Pyrame de Candolle
- 1890: Thomas Henry Huxley
- 1891: Jean Baptiste Édouard Bornet
- 1892: Alfred Russel Wallace
- 1893: Daniel Oliver
- 1894: Ernst Haeckel
- 1895: Ferdinand Julius Cohn
- 1896: George James Allman
- 1897: Jacob Georg Agardh
- 1898: George Charles Wallich
- 1899: John Gilbert Baker
- 1900: Alfred Newton

### Secolul al XX-lea
- 1901: Sir George King
- 1902: Albert von Kölliker
- 1903: Mordecai Cubitt Cooke
- 1904: Albert C. L. G. Günther
- 1905: Eduard Strasburger
- 1906: Alfred Merle Norman
- 1907: Melchior Treub
- 1908: Thomas Roscoe Rede Stebbing
- 1909: Frederick Orpen Bower
- 1910: Georg Ossian Sars
- 1911: Hermann Graf zu Solms-Laubach
- 1912: R. C. L. Perkins
- 1913: Heinrich Gustav Adolf Engler
- 1914: Otto Butschli
- 1915: Joseph Henry Maiden
- 1916: Frank Evers Beddard
- 1917: Henry Brougham Guppy
- 1918: Frederick DuCane Godman
- 1919: Sir Isaac Bayley Balfour
- 1920: Sir Edwin Ray Lankester
- 1921: Dukinfield Henry Scott
- 1922: Sir Edward Bagnall Poulton
- 1923: Thomas Frederic Cheeseman
- 1924: William Carmichael McIntosh
- 1925: Francis Wall Oliver
- 1926: Edgar Johnson Allen
- 1927: Otto Stapf
- 1928: Edmund Beecher Wilson
- 1929: Hugo de Vries
- 1930: James Peter Hill
- 1931: Karl Ritter von Goebel
- 1932: Edwin Stephen Goodrich
- 1933: Robert Hippolyte Chodat
- 1934: Sir Sidney Frederic Harmer
- 1935: Sir David Prain
- 1936: John Stanley Gardiner
- 1937: Frederick Frost Blackman
- 1938: Sir D'Arcy Wentworth Thompson
- 1939: Elmer Drew Merrill
- 1940: Sir Arthur Smith Woodward
- 1941: Sir Arthur George Tansley
- 1942 - 1945: nu s-a acordat
- 1946: William Thomas Calman și Frederick Ernest Weiss
- 1947: Maurice Jules Gaston Corneille Caullery
- 1948: Agnes Arber
- 1949: D. M. S. Watson
- 1950: Henry Nicholas Ridley
- 1951: Theodor Mortensen
- 1952: Isaac Henry Burkill
- 1953: Patrick Alfred Buxton
- 1954: Felix Eugene Fritsch
- 1955: Sir John Graham Kerr
- 1956: William Henry Lang
- 1957: Erik Stensiö
- 1958: Sir Gavin de Beer și William Bertram Turrill
- 1959: H.M. Fox și Carl Skottsberg
- 1960: Libbie H. Hyman and H. Hamshaw Thomas
- 1961: E.W. Mason și Sir Frederick Stratten Russell
- 1962: N.L. Bor și George Gaylord Simpson
- 1963: Sidnie M. Manton și W.H. Pearsall
- 1964: Richard E. Holttum și Carl Frederick Abel Pantin
- 1965: John Hutchinson și John Ramsbottom
- 1966: G.S. Carter și Sir Harry Godwin
- 1967: Charles Sutherland Elton și C.E. Hubbard
- 1968: A. Gragan și T.M. Harris
- 1969: Irene Manton și Ethelwynn Trewavas
- 1970: E.J.H. Corner și E.I. White
- 1971: C.R. Metcalfe și J.E. Smith
- 1972: A.R. Clapham și A.S. Romer
- 1973: G. Ledyard Stebbins and John.Z.Young
- 1974: E.H.W. Hennig și Josias Braun-Blanquet
- 1975: A.S. Watt and Philip M Sheppard
- 1976: William T. Stearn
- 1977: Ernst Mayr și T.G. Tutin
- 1978: O.K.H. Hedberg și Thomas Stanley Westoll
- 1979: R. McN. Alexander și P.W. Richards
- 1980: Geoffrey Clough Ainsworth și Roy Crowson
- 1981: B.L. Burtt și Sir Cyril Astley Clarke
- 1982: P.H. Davis și P.H. Greenwood
- 1983: C.T. Ingold și M.J.D. White
- 1984: J.G. Hawkes și J.S. Kennedy
- 1985: Arthur Cain și Jeffrey B. Harborne
- 1986: Arthur Cronquist și P.C.C. Garnham
- 1987: G. Fryer și V.H. Heywood
- 1988: J.L. Harley și Sir Richard Southward
- 1989: William Donald Hamilton și Sir David Smith
- 1990: Sir Ghillean Tolmie Prance și F. Gwendolen Rees
- 1991: W.G Chaloner și R.M. May
- 1992: Richard Evans Schultes și Stephen Jay Gould
- 1993: Barbara Pickersgill și L.P. Brower
- 1994: F.E. Round și Sir Alec John Jeffreys
- 1995: S.M. Walters și John Maynard Smith
- 1996: J. Heslop-Harrison și K. Vickerman
- 1997: E.S. Coen și Rosemary Helen Lowe-McConnell
- 1998: M.W. Chase și C. Patterson
- 1999: P.B. Tomlinson și Q. Bone
- 2000: B. Verdcourt și M.F. Claridge

### Secolul al XXI-lea
- 2001: C.J. Humphries și D.J. Nelson
- 2002: Sherwin Carlquist și W.J. Kennedy
- 2003: Pieter Baas și Bryan Campbell Clarke
- 2004: Geoffrey Allen Boxshall și John Dransfield
- 2005: Paula Rudall și Andrew Smith
- 2006: David J. Mabberley și Richard A. Fortey
- 2007: Phil Cribb și Thomas Cavalier-Smith